# Berline (mine)
Pour les articles homonymes, voir Berline.
Une berline de mine est un wagonnet (poussé par les mineurs) circulant dans les galeries de mines sur des rails formant des voies étroites. 

## Vocabulaire minier
En France ; le « robineur » était celui qui remplissait la berline ;
La berline était poussée par les « herscheurs » ou « hercheurs » (« putter » en Angleterre) qui étaient des hommes (voire des enfants parfois) ou tirée par des chevaux ;
On appelait « balle » une berline pleine, et « barrou » une berline vide ;
Le « taqueur » était l'ouvrier qui tirait la berline hors de la cage d'ascenseur.

## Typologie
Un grand nombre de modèles de berlines ont existé (et existent encore) dans le monde. 
Il s'agissait de petits wagons à essieux étroits, souvent à « caisses basculante » ou s'ouvrant parfois par le devant (certaines berlines avaient une porte sur le devant, de manière à décharger leur contenu dans un autre train de berline à l'étage du dessous). 
Historiquement, elle est d'abord composée d'une caisse de bois montée sur un châssis de bois à quatre roues. Par la suite, il s'agit d'une caisse en tôle d'acier (3 à 4 mm d'épaisseur) rivetée, renforcée par des cornières et fers plats, montée sur un châssis et de deux essieux et quatre roues d'acier (300 kg environ pour une berline vide d'environ 380 litres de contenance), avec à l'avant et à l'arrière un dispositif (« ferrures, chaines et crochets d'attelage ») pour en faire des « trains ». Dans les mines leur volume était généralement d'environ 5 hectolitres, soit 900 kg de charbon et jusqu'à une tonne de stériles. Dans les mines de métaux, les berlines pouvaient contenir jusqu'à 2 tonnes de minerai,[source détournée].

## Modèles anciens ou proches

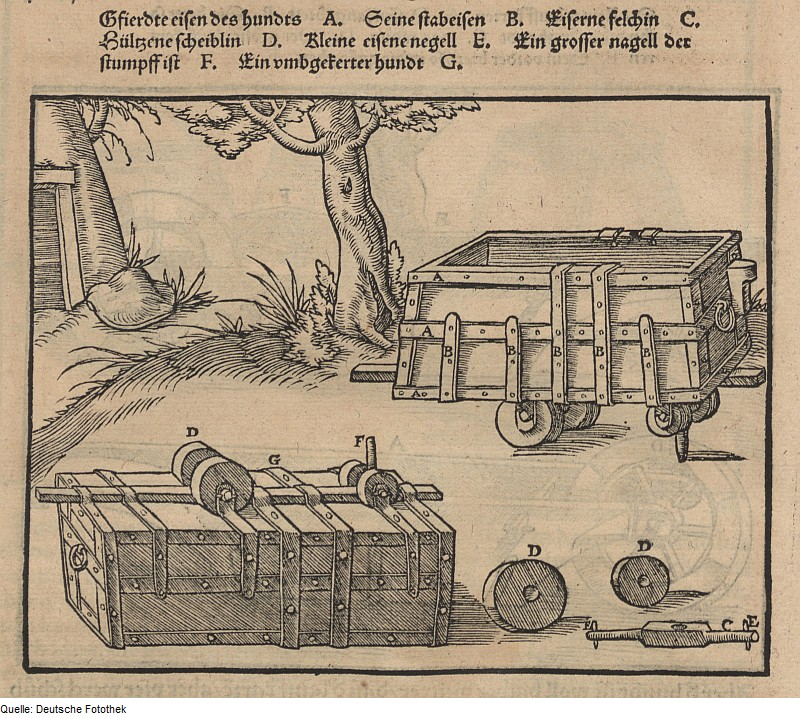
Dessin d'une berline du XVIe siècle.
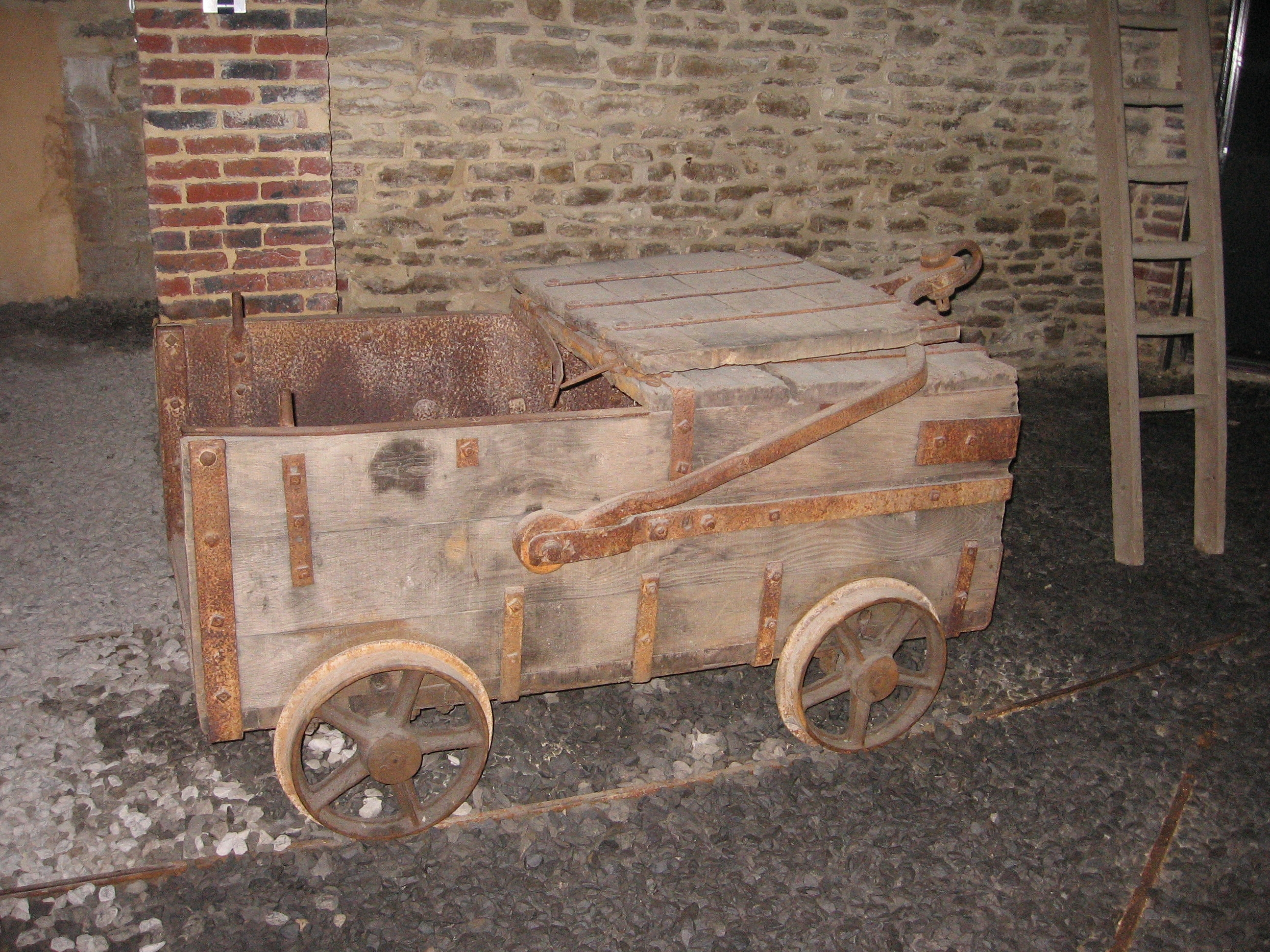
Wagonnet utilisé pour transporter l'ardoise.
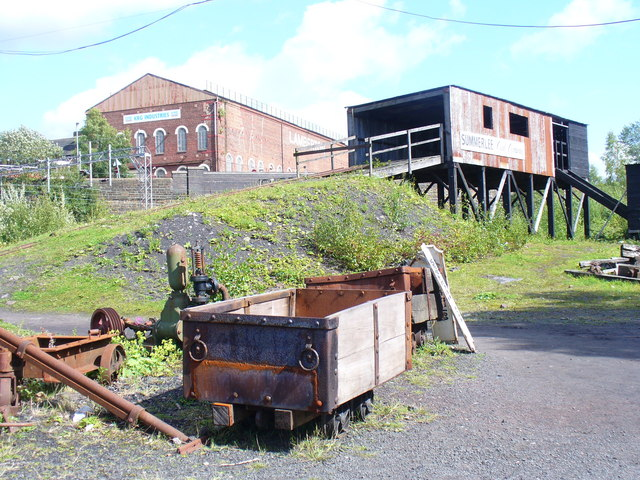
Wagonnet partiellement en bois (Royaume-Uni, anciennes mines de charbon de Summerlee).
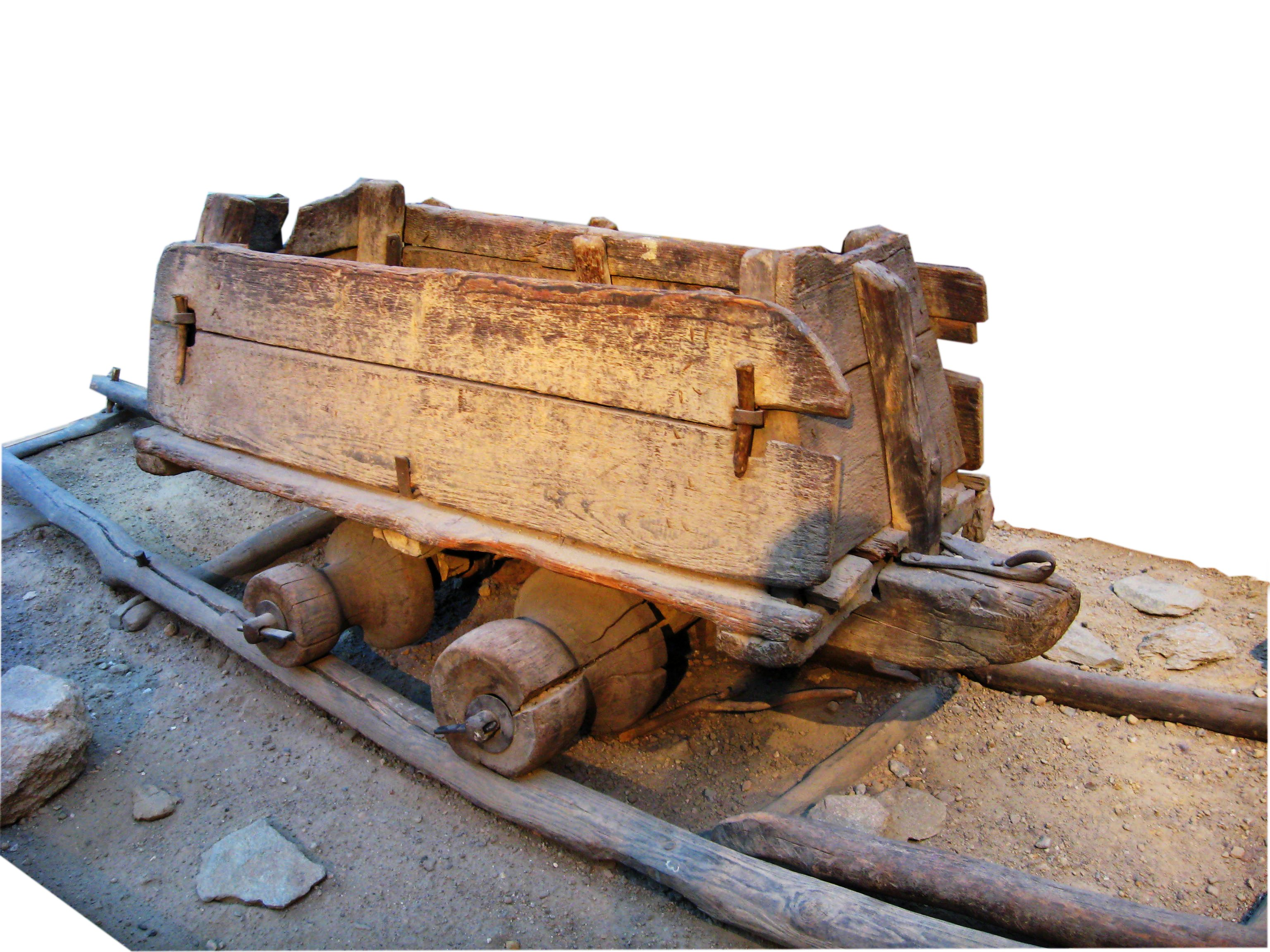
Ancêtre de la berline métallique, entièrement en bois, sur rails de bois, XVIe siècle, Transylvanie
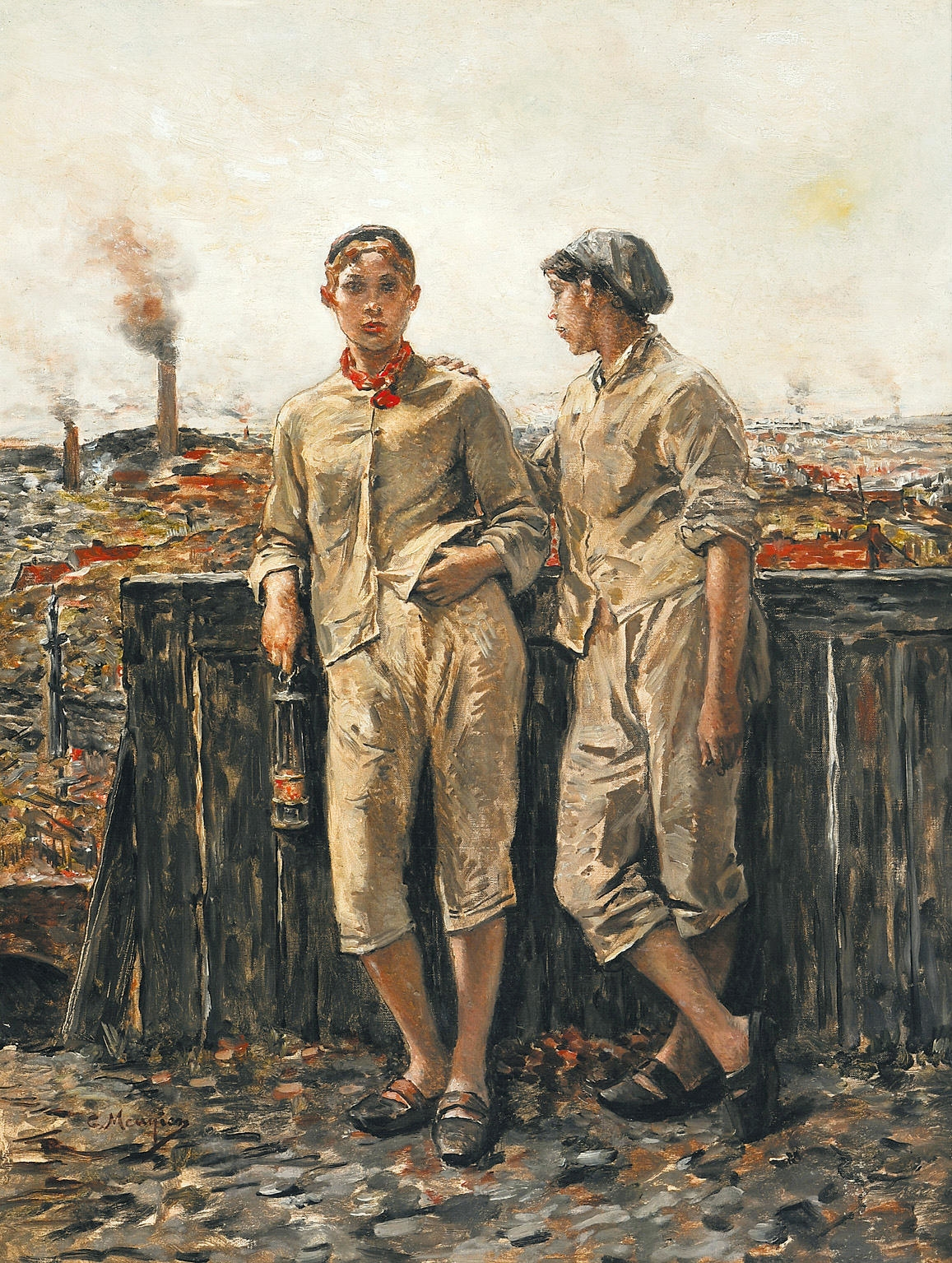
Les Wagounets, vers 1890, Constantin Meunier.
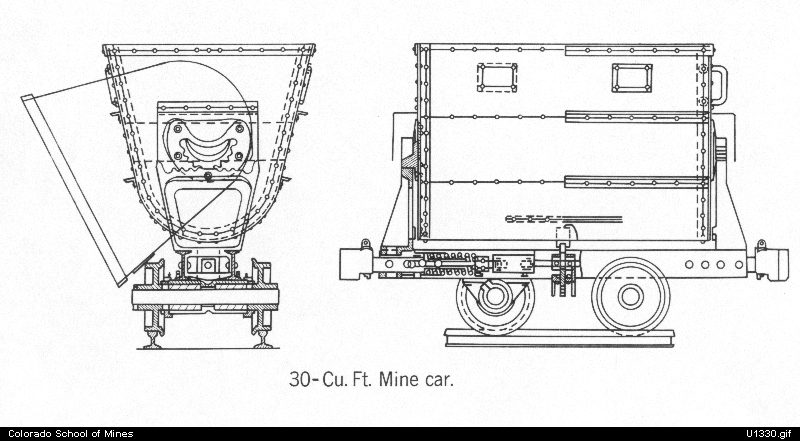
Plan d'une berline américaine (30 pi3 / 0,85 m3 Berline, dessin provenant du Bureau des mines des États-Unis (en)
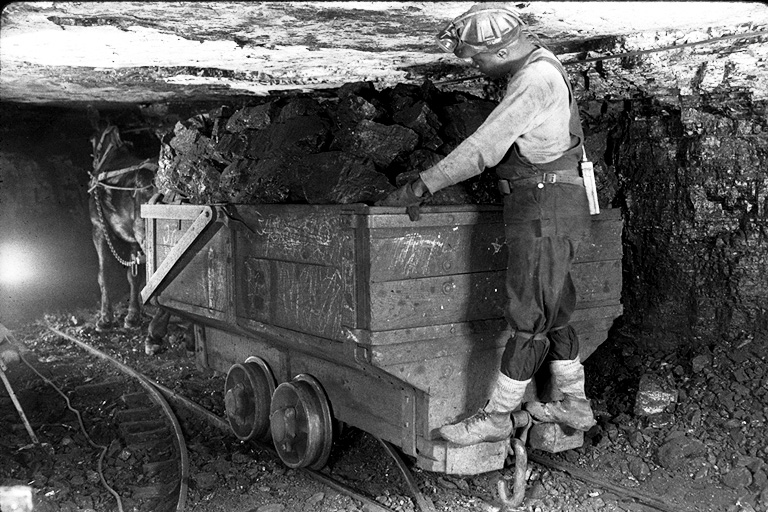
La proximité des deux essieux facilite le passage dans les courbes.
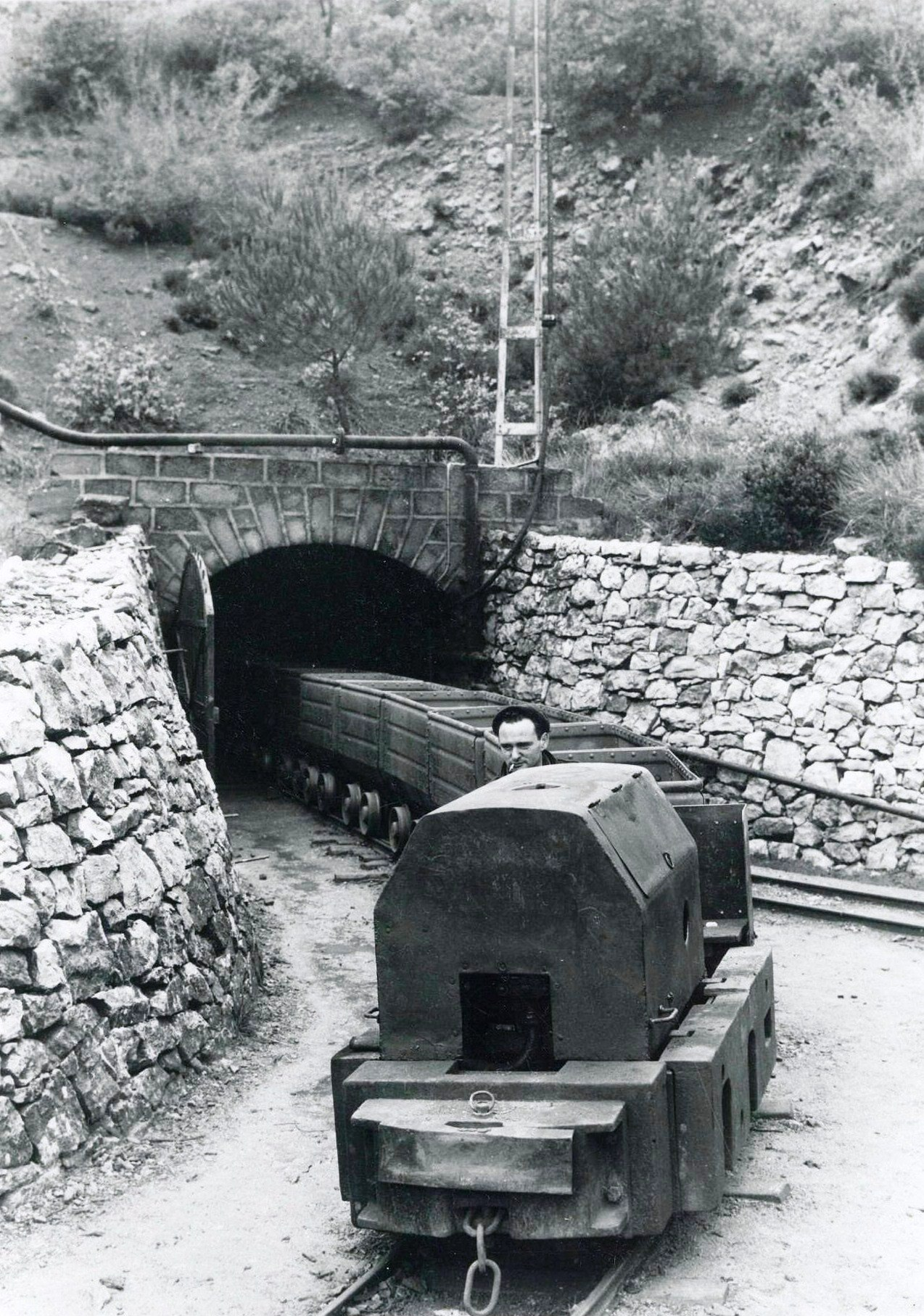
Sortie de mine avec une petite locomotive.
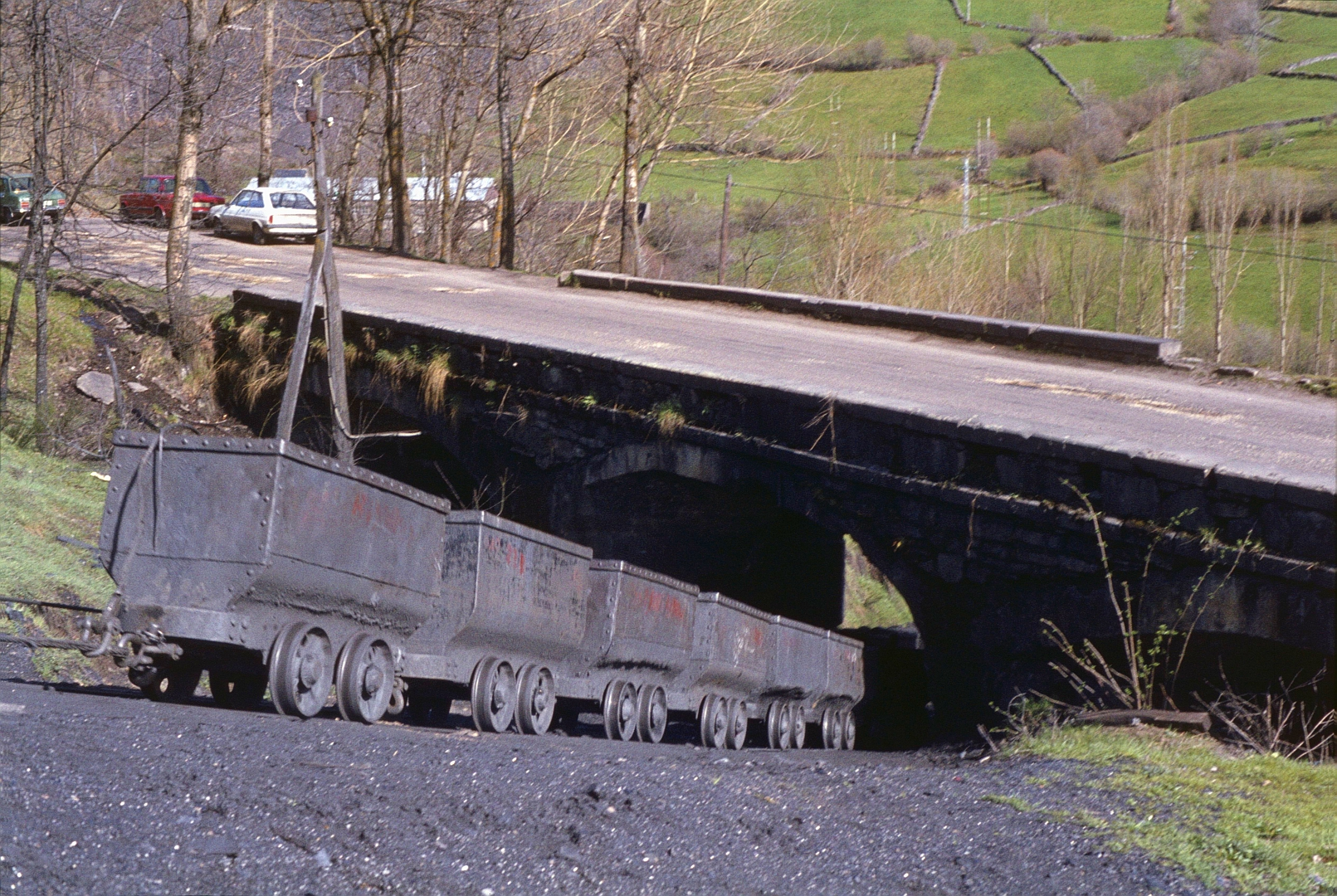
Berlines sur un pan incliné, tirées ou retenues par un câble d'acier (Villaseca de Laciana, ici en 1983).
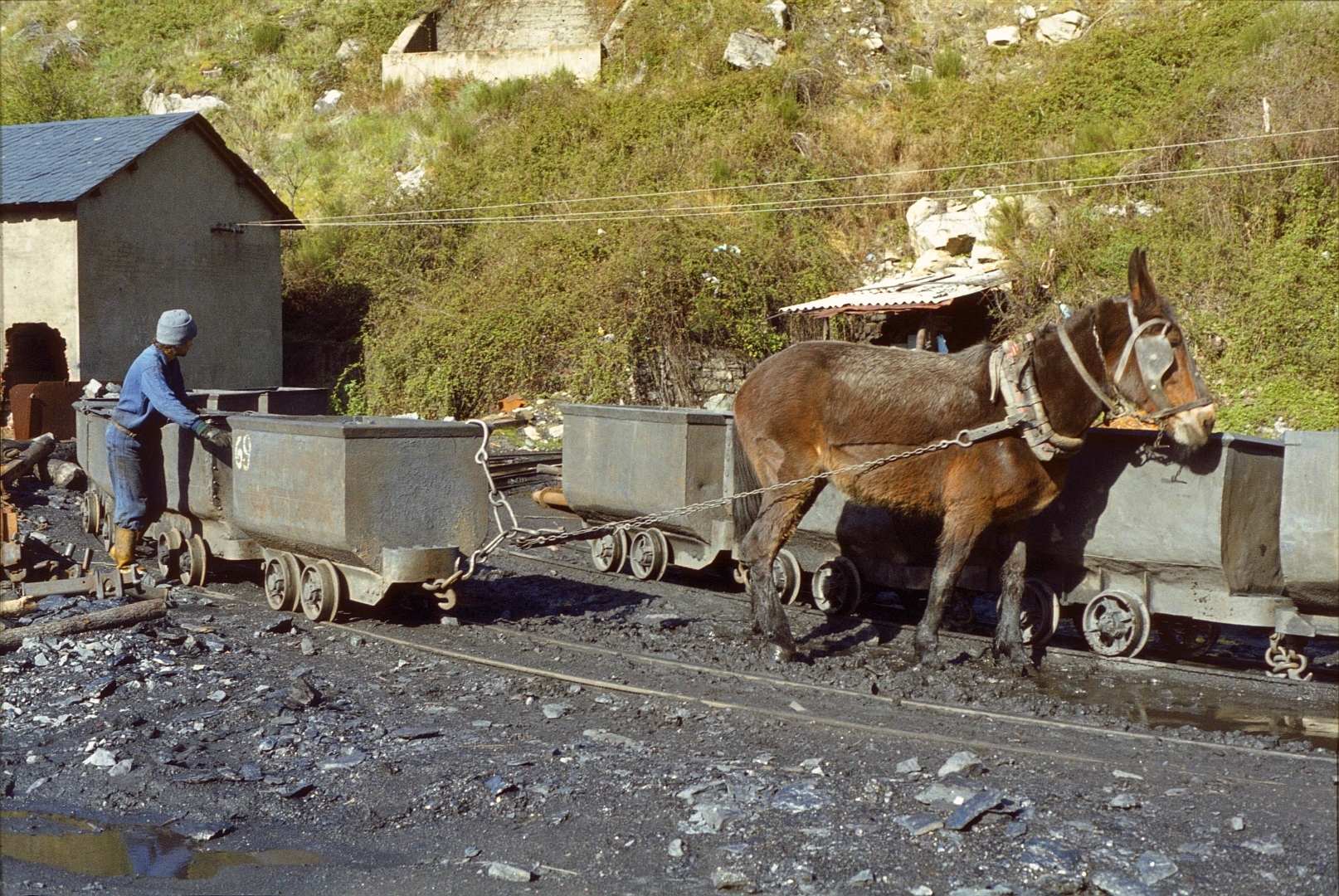
Berlines tirées par une mule (Santa Cruz del Sil, ici en 1983).

## Réusages ou détournement de fonctions
En témoignage du passé, beaucoup de communes minières ont conservé des berlines en les réutilisant comme éléments décoratifs voir commémoratif.

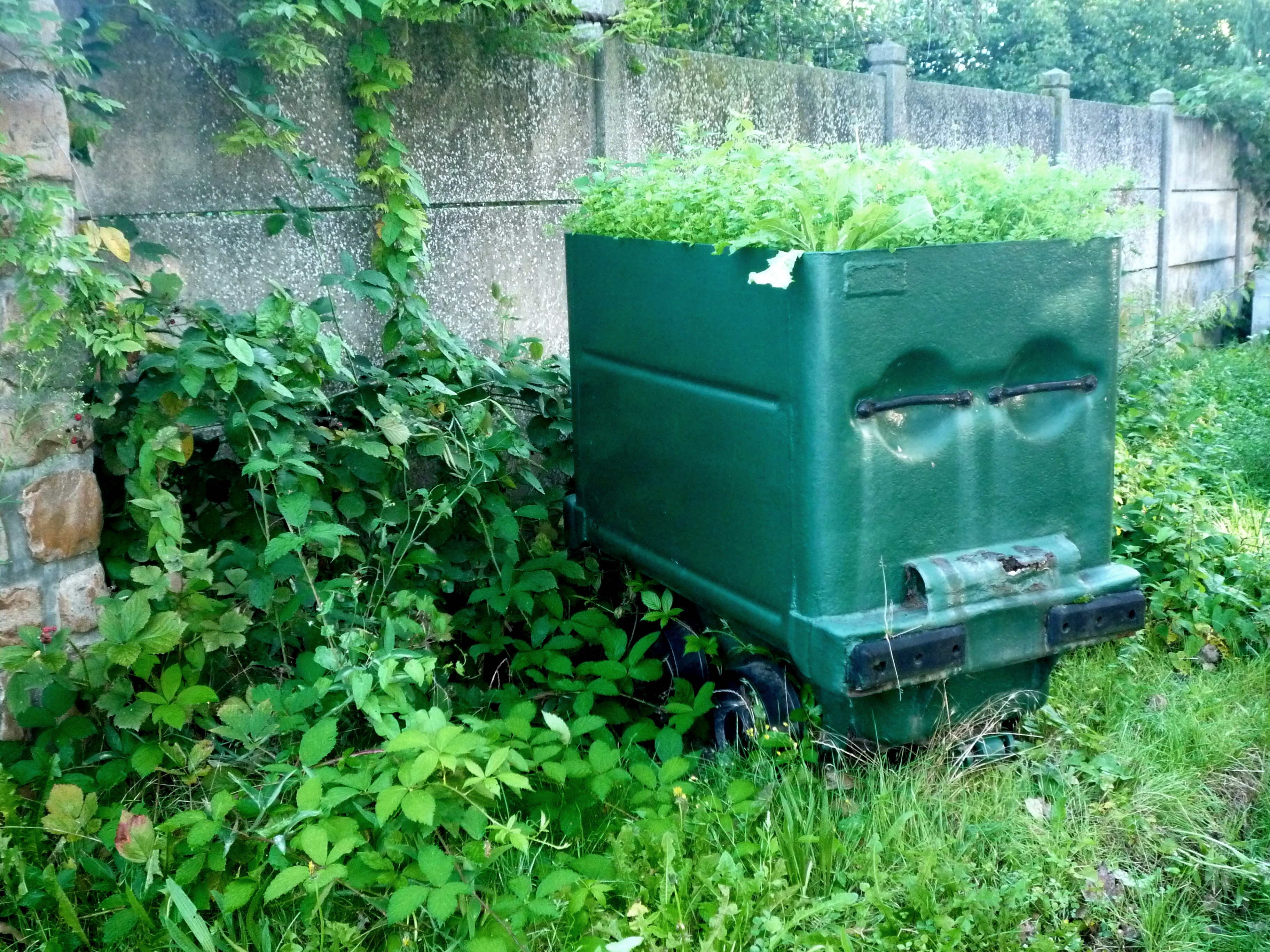
Cité de la fosse Lambrecht de la Compagnie des mines d'Anzin, Wallers (Nord-Pas-de-Calais).
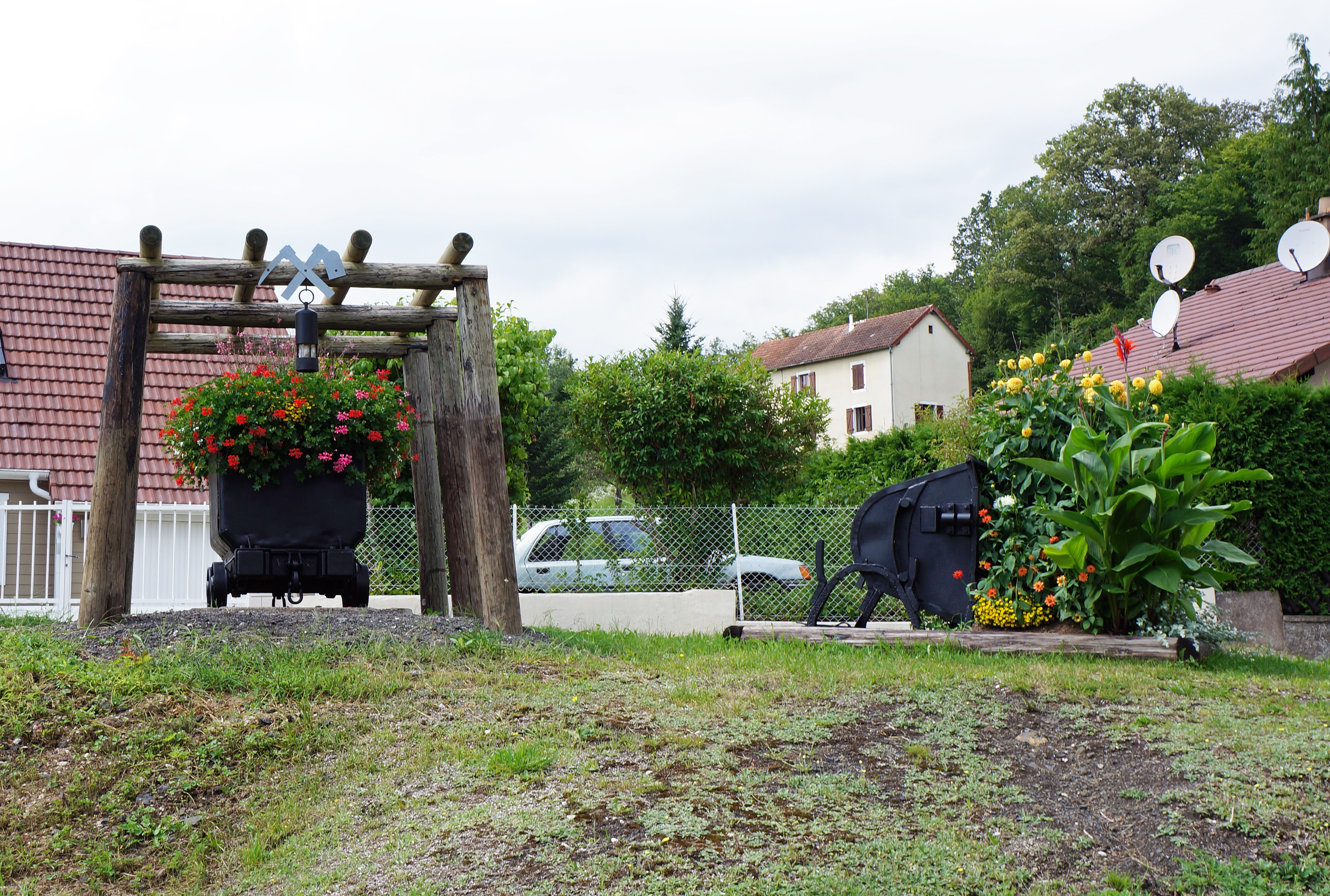
Deux types de berlines utilisées comme monument décoratif et mémorial au hameau de la Houillère, à proximité de l'ancien puits Saint-Louis (Haute-Saône).
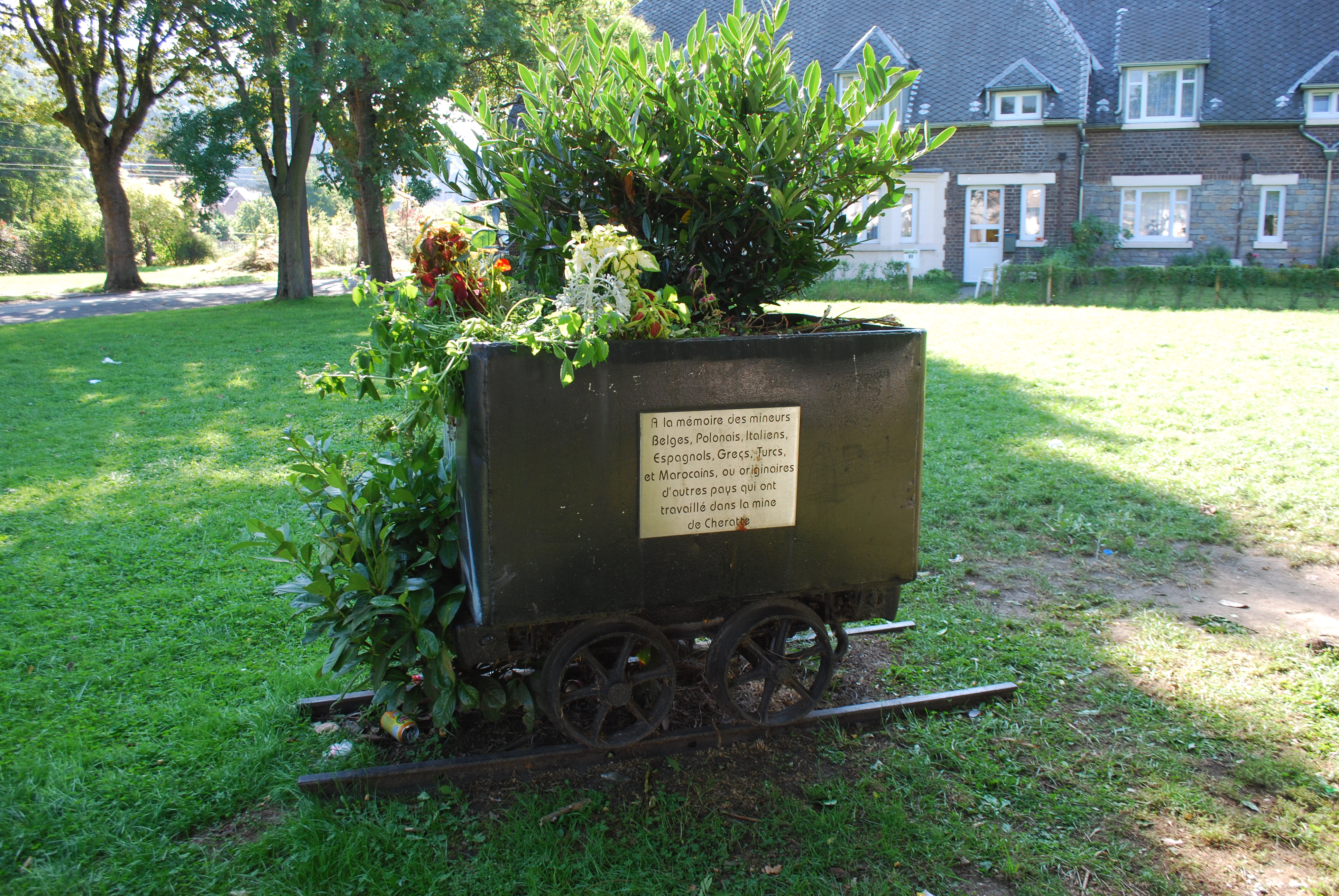
Berline utilisée comme monument commémoratif à Cheratte dans la cité minière du charbonnage du Hasard (Province de Liège).
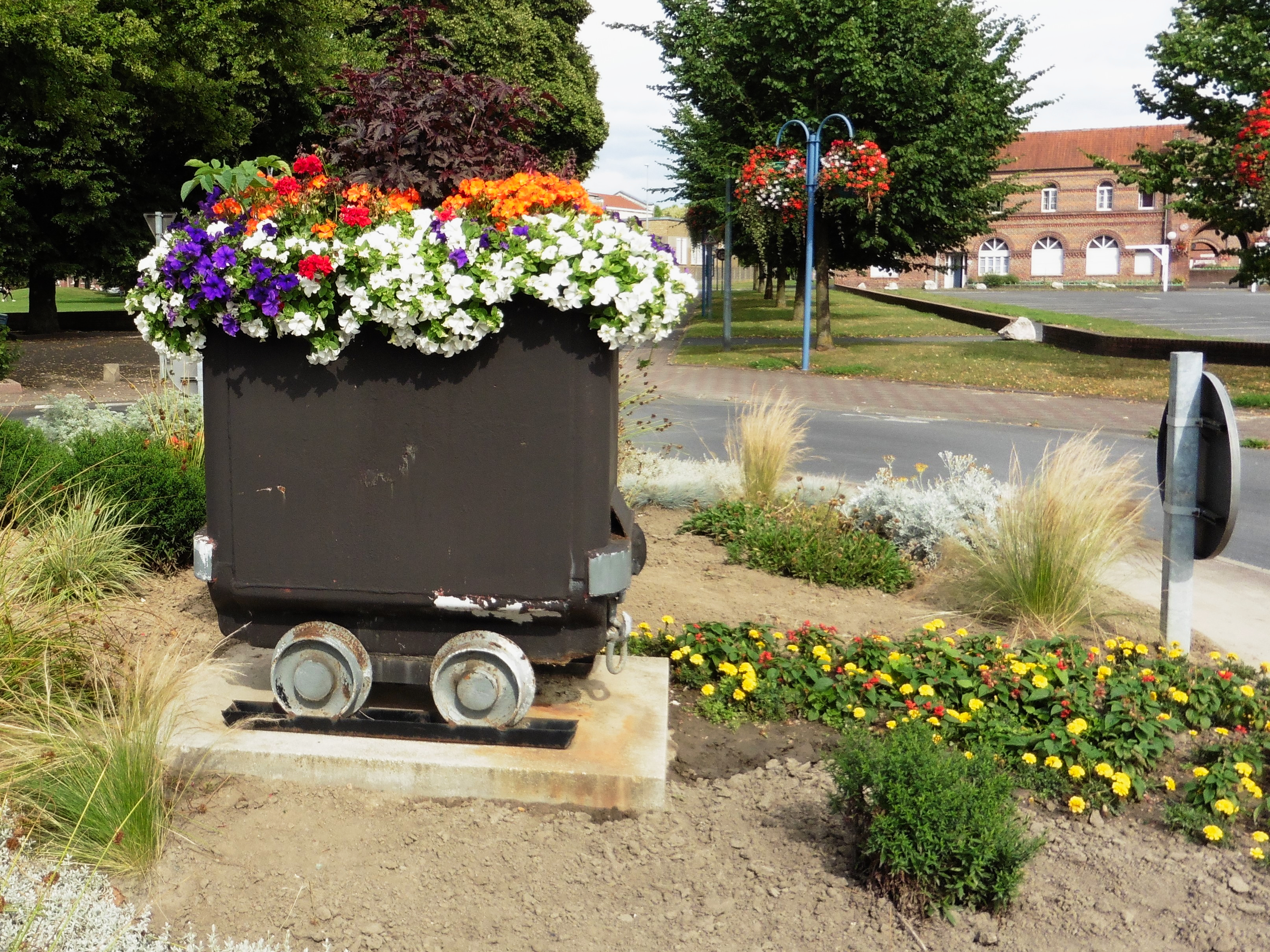
Wagonnet (barrou) fleuri à la Place du Sana Montigny-en-Ostrevent (Nord-Pas-de-Calais).